# 圣莱热迪布尔德尼
圣莱热迪布尔德尼（法語：Saint-Léger-du-Bourg-Denis，法語發音：[sɛ̃ leʒe dy buʁ dəni]）是法国滨海塞纳省的一个市镇，属于鲁昂区。

## 地理
圣莱热迪布尔德尼（49°26'4"N, 1°9'2"E）面积2.81 平方千米，位于法国诺曼底大区滨海塞纳省，该省份为法国北部沿海省份，其西部及北部濒大西洋英吉利海峡，东起顺时针与索姆省、瓦兹省、厄尔省和卡爾瓦多斯省接壤。
与圣莱热迪布尔德尼接壤的市镇（或旧市镇、城区）包括：邦瑟库尔、达尔内塔勒、勒梅尼勒埃纳尔、鲁昂、圣欧班-埃皮奈、圣雅克-叙达尔内塔勒。

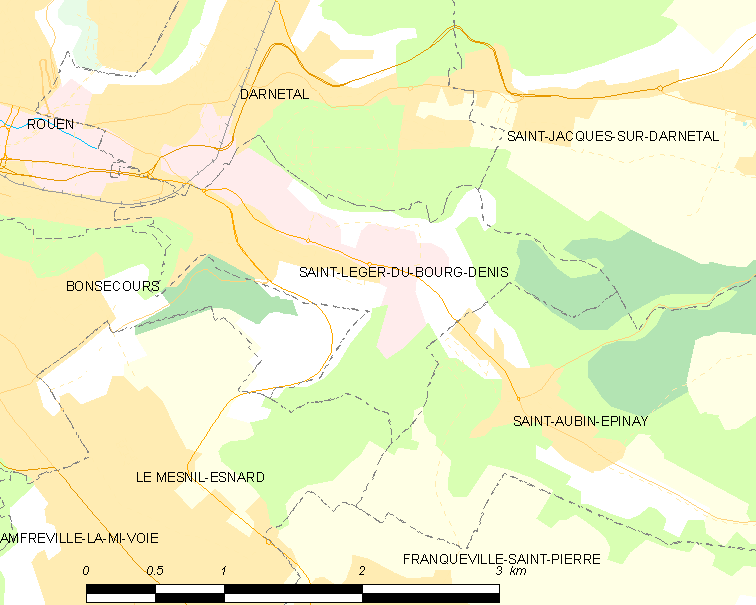
圣莱热迪布尔德尼的OSM定位图

圣莱热迪布尔德尼的时区为UTC+01:00、UTC+02:00（夏令时）。

## 行政
圣莱热迪布尔德尼的邮政编码为76160，INSEE市镇编码为76599。

## 政治
圣莱热迪布尔德尼所属的省级选区为达尔内塔勒县。

## 人口

1962-2008年间圣莱热迪布尔德尼人口变化图示

圣莱热迪布尔德尼于2022年1月1日时的人口数量为3665人。